# 蕩寇誌 (電視劇)
《蕩寇誌》（英語：The Magnificent 7）是香港麗的電視在1981年製作的一齣清裝武俠劇集，由梁天擔任監製，王啟基故事編審。劇集首播於1981年12月，主演演員有潘志文、岳華、江濤、譚榮傑、羅樂林、麥天恩、平凡等人。

## 劇情簡介
倪三 (潘志文飾)是京城四大名捕之一且身兼朝廷六扇門副總管，武功高強但為人卻貪欲甚重，一次為追查亂黨來到萬山鎮，結識了荊曉峰 (岳華飾)，得知小鎮有一筆巨額的財寶，倪三決定留下來跟各路奇俠異士保護小鎮，抵抗海盜紅頭幫的侵襲，红头帮连番失利，后不惜勾结清廷及东瀛海盗围攻。雖然各俠士留守小鎮的初衷或為錢財，或為報仇，各懷心思，但結局卻多為保護小鎮平安犧牲。倪三最終也與追捕他的朝廷捕頭同歸於盡。

## 主要演員
- 潘志文 飾 倪三
- 岳華 飾 荆曉峰
- 阮佩珍 飾 許珊珊
- 羅樂林 飾 馬青海
- 平凡 飾 龍笙
- 張瑛 飾 許清遠
- 凌文海 飾 孫越
- 譚榮傑 飾 靜果
- 麥天恩 飾 于雲豹
- 吳剛 飾 姚三寶
- 江濤 飾 翟萬金
- 陳小龍 飾 黃鴻賓
- 吳仕德 飾 陳坤
- 何樹培 飾 陸峰
- 王克 飾 李忠
- 陳嘉鳴 飾 楊秋雲
- 吳桐 飾 楊父
- 司馬華龍 飾 許父
- 熊良錫 飾 阿福
- 鄧德光 飾 韓聲
- 潘世鴻 飾 朱猛
- 李鳳 飾 李虹
- 李壽祺 飾 志空
- 朱德惠 飾 松海
- 李亨 飾 父老
- 蕭山仁 飾 父老
- 關煥婷 飾 丫環
- 何淑嫻 飾 翠濃
- 梁劍飛 飾 陳雄
- 許英秀 飾 王員外
- 梅智青 飾 張伯
- 伍永森 飾 師爺
- 鄭恕峰 飾 壯丁
- 楊逸德 飾 翟隨從
- 廖靜嫻 飾 鴇母
- 石中玉 飾 堂倌
- 孫季卿 飾 縣官
- 伍國成 飾 李標
- 韓江 飾 張寶
- 譚德誠 飾 小虎
- 盧雨岐 飾 志恩
- 甘山飾 吳武
- 葉天行飾蔣敬
- 吳傑強 飾 李四
- 黎秀芳 飾波妻
- 湯錦棠 飾 山本
- 孟浪 飾 高橋
- 關偉倫 飾 宮本
- 陳佳琳 飾 旺財
- 鄧志成 飾 三郎
- 歐咸雲 飾 四郎
- 梁漢威 飾 林府台

## 外部連結
- 蕩寇誌-潘志文中文網 （页面存档备份，存于）